# نبلورفر ۴۱ ۱۵ سانتی‌متری
نِبِلوِرفِر ۴۱ ۱۵ سانتیمتری (به انگلیسی: ‎15 cm Nebelwerfer ۴۱‎) یک راکت‌انداز آلمانی بود که در جنگ جهانی دوم مورد استفاده قرار می‌گرفت. این واحد با واحدهایی به اصطلاح Nebeltruppen، معادل آلمانی سپاه شیمیایی ارتش آمریکا خدمت می‌کرد؛ که معادل امروزی آن واحد (ش.م. ر) یا دفاع ش‌م‌پ‌ه است. Nebeltruppen مسئولیت مسمومیت با گاز شیمیایی و دود را در عوض استفاده از مواد منفجره بالا در طول جنگ به کار رفته بود، بر عهده داشت.
سربازان متفقین به دلیل صدای متمایزش، به آن لقب Screaming Mimi و Moaning Minnie دادند.

## توسعه
توسعه موشک در دهه ۱۹۲۰ آغاز شده بود و در اواخر دهه ۱۹۳۰ به نتیجه رسیده بود. تقریباً پنج و نیم میلیون عدد راکت کلیبر ۱۵ و شش هزار پرتابگر در طول جنگ دوم جهانی ساخته شده‌است.

## مهمات
تقریباً مانند تمام طراحی موشک‌های آلمانی، پرتابه‌های نبلورفر ۴۱ ۱۵ سانتی‌متری برای افزایش دقت، چرخشی طراحی شده بود. نوع شیمیایی گاز خردل با رمز (M / HA) این سلاح در دهه ۳۰ میلادی طراحی و ساخته شد؛ ولی بنا به دلایلی در طول جنگ استفاده نشد. عده ایی از مورخین جنگ معتقد به این هستند که دلیل استفاده نکردن آلمان‌ها از نوع شیمیایی این سلاح، ترس آدولف هیتلر از جنگ شیمیایی انگلیس بود.
| نوع          | مدل                                             | طول                        | وزن                    | ظرفیت حمل                                             | مواد تشکیل دهنده             |
| ------------ | ----------------------------------------------- | -------------------------- | ---------------------- | ----------------------------------------------------- | ---------------------------- |
| انفجاری زیاد | ۱۵ سانتی‌متر Wurfgranate 41 Spreng               | ۰٫۹۷۹ متر (۳ فوت ۲٫۵ اینچ) | ۳۱٫۸ کیلوگرم (۷۰ پوند) | ۵٫۵ پوند (۲٫۵ کیلوگرم)                                | TNT                          |
| دود          | ۱۵ سانتی‌متر Wurfgranate 41 Nebel                | ۱٫۰۲ متر (۳ فوت ۴ اینچ)    | ۳۵٫۹ کیلوگرم (۷۹ پوند) | ۸٫۵ پوند (۳٫۹ کیلوگرم)                                | ۳۰/۷۰ پومیس / گوگرد تری‌اکسید |
| شیمیایی      | ۱۵ سانتی‌متر Wurfgranate 41 Gelbring             | ۱٫۰۲ متر (۳ فوت ۴ اینچ)    | ؟                      | ۳٫۵ لیتر (۰٫۷۷ گالون بریتانیایی؛ ۰٫۹۲ گالون آمریکایی) | M / HA                       |
| شیمیایی      | ۱۵ سانتی‌متر Wurfgranate 41 Grühnring            | ۱٫۰۲ متر (۳ فوت ۴ اینچ)    | ؟                      | ۲٫۵ لیتر (۰٫۵۵ گالون بریتانیایی؛ ۰٫۶۶ گالون آمریکایی) | HN-3                         |
| شیمیایی      | ۱۵ سانتی‌متر Wurfgranate 41 Grühnring / Gelbring | ۱٫۰۲ متر (۳ فوت ۴ اینچ)    | ؟                      | ۲٫۶ لیتر (۰٫۵۷ گالون بریتانیایی؛ ۰٫۶۹ گالون آمریکایی) | گاز خردل                     |

## نگارخانه

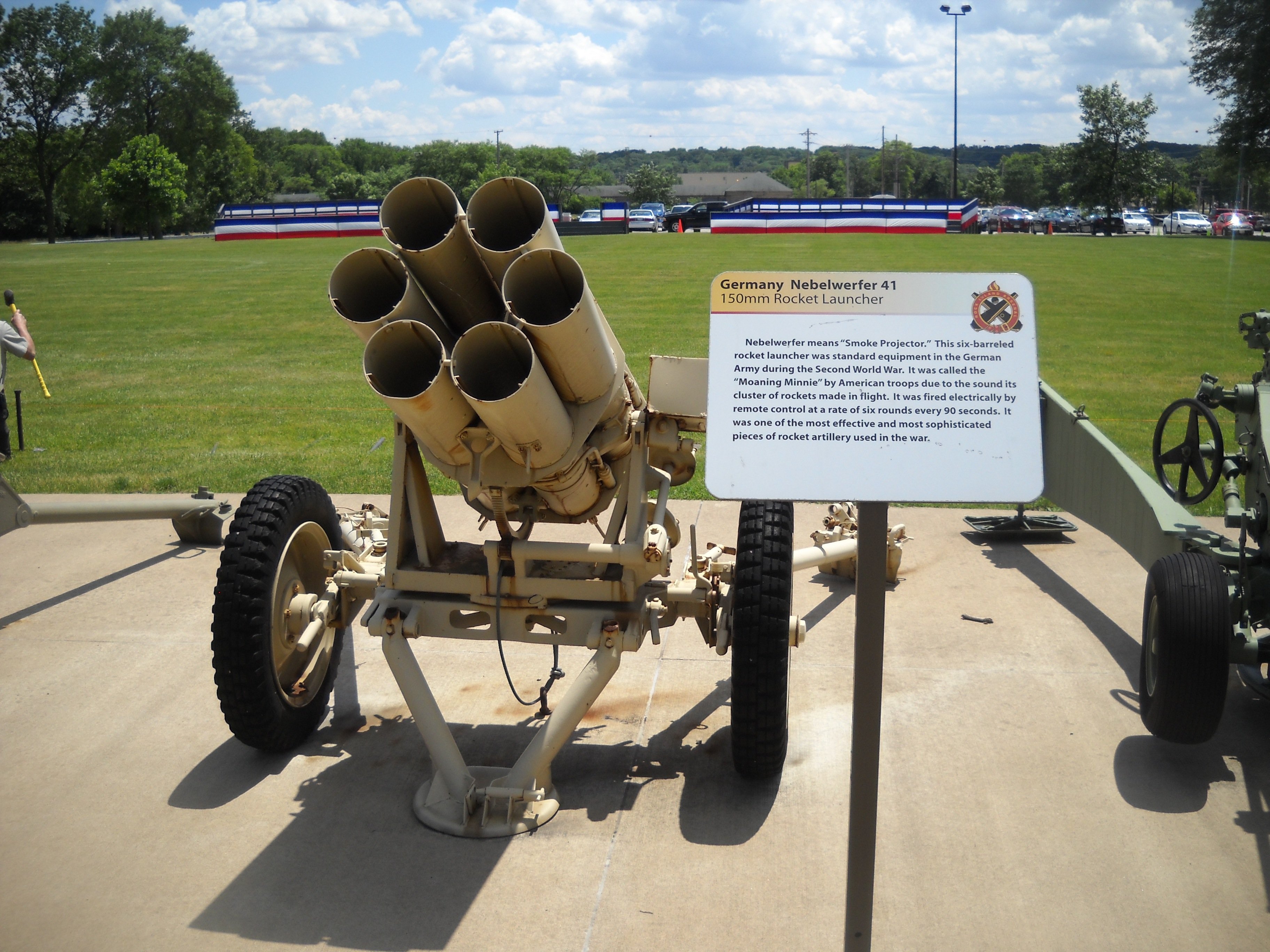
پرتابگر موشک Nebelwerfer 41 در موزه Rock Island آرسنال ، از جلو مشاهده می‌شود.
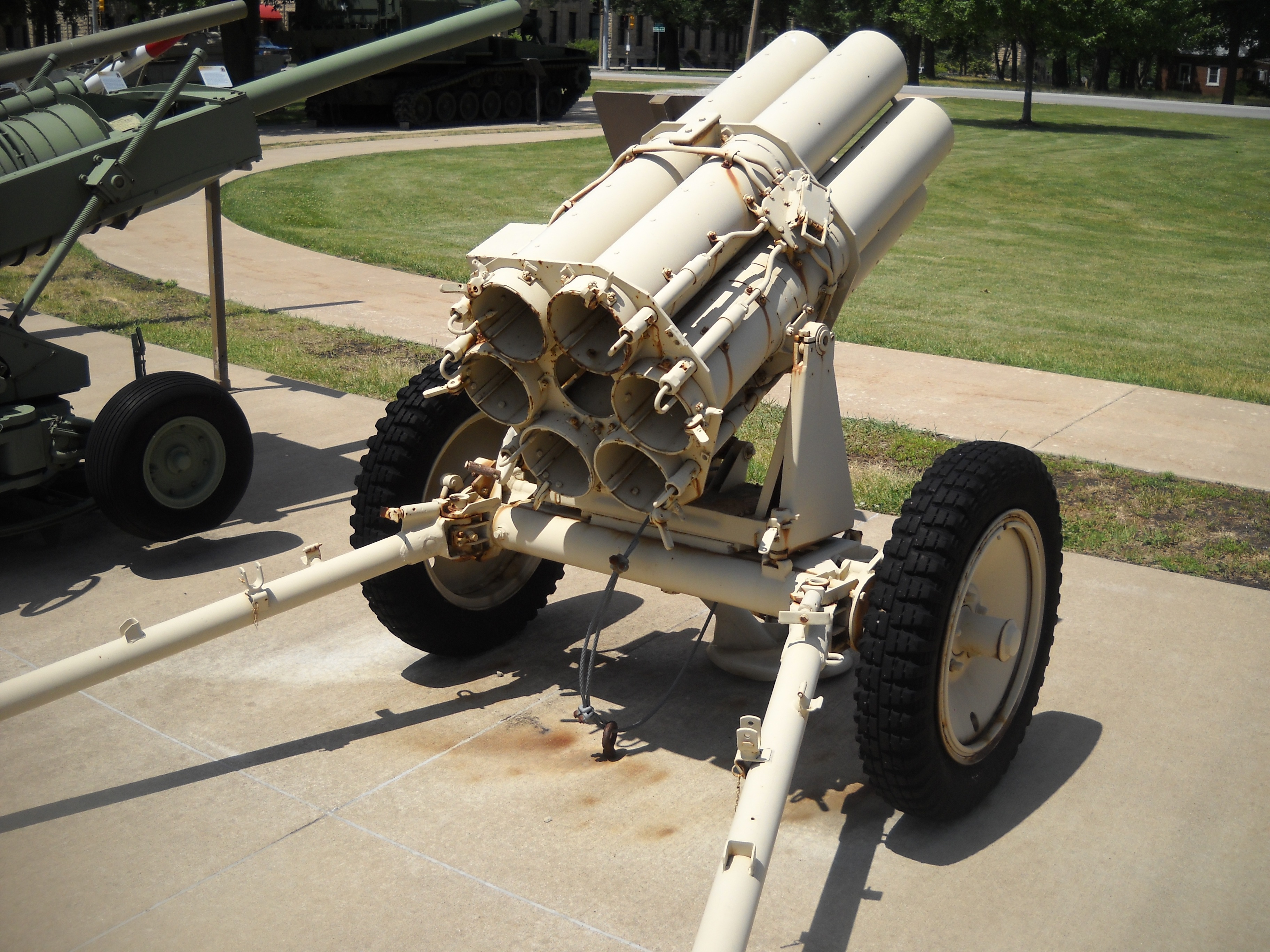
Nebelwerfer پرتابگر ۴۱ موشک، بریچ نظر.
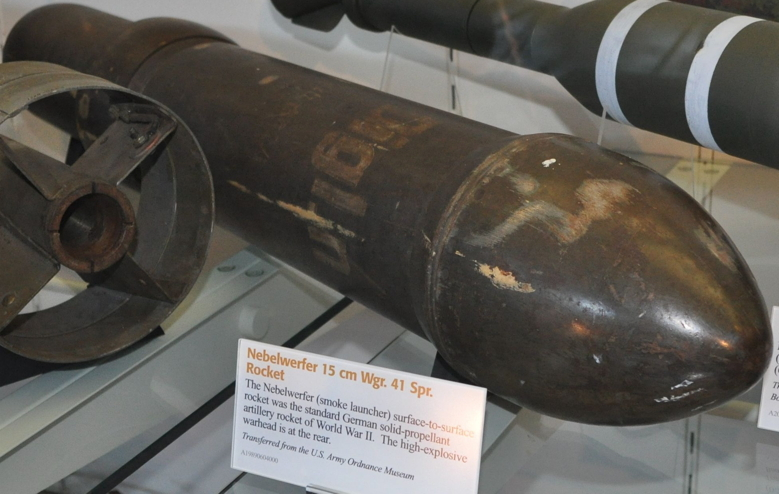
Wgr ۴۱ پرتابه برای ۱۵ سانتی متر Nbw 41 در مرکز استیون اف. اودوار-هزی مرکز .
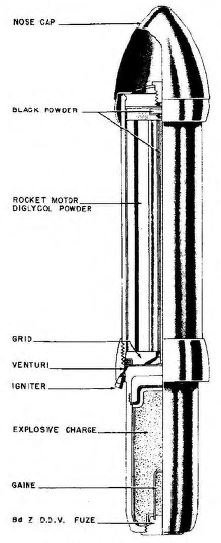
۱۵ سانتی متر Wurfgranate 41 Spreng.
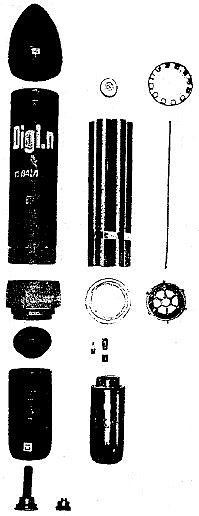
Wurfgranate ۱۵ سانتی متر 41 Spreng شماتیک.

## یادداشت
1. ↑  Engelmann, p. 5
2. 1 2  Chamberlain, Peter (1975). Mortars and rockets. Gander, Terry. New York: Arco Pub. Co. pp. 36–37. ISBN 0-668-03817-9. OCLC 2067459.
3. ↑  Engelmann, p. 46
4. ↑  Bull, p. 189
5. 1 2  Joachim., Engelmann (1990). German rocket launchers. West Chester, Pa.: Schiffer Pub. ISBN 0-88740-240-2. OCLC 23049230.
6. 1 2  «German and Japanese Solid-Fuel Rocket Weapons, pg.10-14» (PDF). بایگانی‌شده از اصلی (PDF) در ۷ ژوئن ۲۰۲۳. دریافت‌شده در ۱۴ مه ۲۰۲۰.
7. ↑  Bishop, Chris (2002). The Encyclopedia of Weapons of World War II. ISBN 978-1-58663-762-0.